# تنغ دهويه (مقاطعة فيروزآباد)
تنغ دهويه (بالفارسية: تنگ دهویه) هي قرية تقع في قسم جايدشت الريفي في إيران. يقدر عدد سكانها بـ 0 نسمة بحسب إحصاء 2016.